# 具志川御殿
具志川御殿是琉球國第二尚氏王朝時期的按司家、王族。
具志川御殿的元祖尚韶威，本為尚真王的三子，尚清王的兄長。
第二尚氏王朝時期，尚真王任命第三子尚韶威為北山監守。此後這一職位由向氏具志川家（尚韶威的後代）世襲當任。此後七世，直到1665年，北山監守向從憲被召至首里城居住，這一職位才被廢除。但具志川家依然領有今歸仁間切總地頭。

## 系譜
- 一世・尚韶威（浦添王子朝典，童名眞武體金，號宗仁）
- 二世・向介昭（今歸仁按司朝殊，童名思二郎金，號宗義）
- 三世・向和賢（今歸仁按司朝敦，童名眞武體，號宗眞）
- 四世・向克順（今歸仁按司朝效，童名眞滿刈，號宗心）
- 五世・向克祉（今歸仁按司朝容，童名眞市金，號宗清。四世向克順弟）
- 六世・向繩祖（今歸仁按司朝經，童名鶴松金，號瑞峯）
- 七世・向從憲（今歸仁按司朝幸，童名思五良，號北源）
- 八世・向洪德（今歸仁按司朝又，童名鶴松金，號慈海）
- 九世・向鳳彩（今歸仁按司朝季，童名思五良，號瑞庵）
- 十世・向宣謨（今歸仁王子朝義(名乘原為朝忠，後改朝義)，童名思德金，號廷烈）
- 十一世・向弘猷（今歸仁王子朝賞，童名眞蒲戸金）
- 十二世・向鴻基（運天按司朝英，童名思武大金）
- 十三世・向維藩（具志川朝富，童名眞蒲戸金）